# 牛一象
牛一象（？—？），陕西榆林人，荫生出身，先祖随清军入关，隶镶白旗，康熙十一年（1672）至十四年（1675）任宝坻知县，奉诏修《宝坻县志》，命教谕苑育藩主纂，康熙十三年付印，因杜立德主事，遂称“杜志”。